# Bekithemba Ndlovu
Bekithemba Ndlovu (né le 9 août 1976 à Bulawayo à l'époque en Rhodésie, aujourd'hui au Zimbabwe) est un footballeur international zimbabwéen, qui évoluait au poste de défenseur.

## Biographie

### Carrière en sélection
Avec l'équipe du Zimbabwe, il joue 18 matchs (pour un but inscrit) entre 2000 et 2006. 
Il figure dans le groupe des sélectionnés lors des Coupes d'Afrique des nations de 2004 et de 2006.
Il joue également cinq matchs comptant pour les tours préliminaires de la coupe du monde 2006.

## Palmarès
| Highlanders \| - Championnat du Zimbabwe (4) : - Champion : 1998-99, 2000, 2001 et 2002. - Coupe du Zimbabwe (1) : - Vainqueur : 2001. - Finaliste : 2003. - Trophée de l'Indépendance (2) : - Vainqueur : 2001 et 2002. - Finaliste : 1998, 2003 et 2004. \| \| - Coupe de la Ligue du Zimbabwe : - Finaliste : 2002. - Supercoupe du Zimbabwe (1) : - Vainqueur : 2001. \| |  | Platinum Stars - Championnat d'Afrique du Sud : - Vice-champion : 2006-07.                               |
| - Championnat du Zimbabwe (4) : - Champion : 1998-99, 2000, 2001 et 2002. - Coupe du Zimbabwe (1) : - Vainqueur : 2001. - Finaliste : 2003. - Trophée de l'Indépendance (2) : - Vainqueur : 2001 et 2002. - Finaliste : 1998, 2003 et 2004. |  | - Coupe de la Ligue du Zimbabwe : - Finaliste : 2002. - Supercoupe du Zimbabwe (1) : - Vainqueur : 2001. |